# Quero Ser Feliz Também
"Quero Ser Feliz Também" é uma canção da banda brasileira de Reggae Natiruts, lançada como single para o seu quinto álbum de estúdio Nossa Missão.

## Desempenho comercial
Em se lançamento original a canção alcançou a primeira posição nas rádios brasileiras. Em 2013 a canção foi relançada em uma versão acústica que  alcançou a posição 69 na parada musical da Billboard Brasil.

## Desempenho nas paradas
| Paradas (2006)                     | Melhor posição |
| ---------------------------------- | -------------- |
| Brasil (Brasil Hot 100)            | 1              |
| Paradas (2013)                     | Melhor posição |
| Brasil (Billboard Hot 100 Airplay) | 69             |

## Vendas e certificações
| Região                                                        | Certificação | Vendas     |
| ------------------------------------------------------------- | ------------ | ---------- |
| Brasil (Pro-Música Brasil)                                    | 2× Diamante  | 1,000,000‡ |
| ‡vendas+valores de streaming baseados somente na certificação |              |            |